# The Complete On the Corner Sessions
The Complete On the Corner Sessions – 6-dyskowe wydawnictwo zawierające wszystkie sesje nagraniowe do albumu On the Corner, wydane w 2007 r.

## Historia i charakter albumu
Chociaż tytuł tego wydawnictwa sugeruje sesje związane wyłącznie z nagraniem albumu On the Corner, to jednak prezentuje ono wszystkie studyjne sesje nagraniowe Milesa Davisa od 1972 do 1975. Wiadomo, że odbyły się sesje nagraniowe 13 lutego 1973 r. i 6 maja 1975 jednak nie ma o nich informacji. Jeśli nagrano na nich jakieś utwory, to taśm do tej pory nie udało się odnaleźć.
W dyskografiach Davisa pojawiają się jeszcze daty 7 lipca 1972 i 23 lipca 1973 r. Ta pierwsza sesja była sesją overdubbingową, a do drugiej w ogóle nie doszło. Na sesjach 24 kwietnia, 23 maja, 27 lipca 1973 r. oraz 5 listopada 1974 i 27 lutego 1975 r. Davis w ogóle nie grał. Na sesji 20 czerwca 1974 r. grał nieco na organach.
Już od 1970 r. Davis powoli dojrzewał do poszerzenia swojej muzyki o elementy zaczerpnięte z orkiestralnej muzyki poważnej jak i Duke'a Ellingtona.
Koniec 1971 r. zaznaczył się wzmocnieniem w jego muzyce elementów związanych z funkiem.
Po odejściu z grupy Keitha Jarretta, Miles na kilka miesięcy zamilkł, do czego przyczyniła się także działalność IRS-u (amerykański urząd podatkowy). Odnowił wtedy swoją przyjaźń z brytyjskim kompozytorem Paulem Buckmasterem, który przyjechał do Davisa. On wprowadził także muzyka w techniki manipulacji dźwiękiem stosowane w kręgach awangardowej muzyki europejskiej. Davis zaczął stosować te techniki, co szczególnie uwidoczniło się na albumie Get Up with It wydanym 22 listopada 1974 r.
Funkowość albumu On the Corner została całkowicie zaakceptowana przez świeżych fanów Davisa i – oczywiście – przez publiczność afroamerykańską. Natomiast ze strony krytyki album zebrał bardzo złe recenzje. Prześmiewczą recenzję zamieścił magazyn jazzowy Down Beat. Zaczynała się ona słowami Weź trochę rytmu czanka, czanka, czanka, dużo instrumentów perkusyjnych w tle (...) itd, w podobnym stylu.
Jednak dziś album uchodzi za jedno z najlepszych osiągnięć Davisa, o czym świadczą jego oceny.

## Muzycy i sesje
Sesja 1 – Columbia Studio C, Nowy Jork, 9 marca 1972 r.
Nagrania – dysk VI, utwór 1
- Miles Davis – trąbka
- Wally Chambers – harmonijka ustna
- Cornell Dupree – gitara
- Michael Henderson – gitara basowa
- Al Foster – perkusja
- Bernard Purdie – perkusja
- Mtume – kongi
- Nieznana sekcja instrumentów dętych

Na tej sesji Davis, Henderson, Foster i Mtume zostali poddani overdubbingowi
Sesja 2 – Columbia Studio B, Nowy Jork, 1 czerwca 1972 r.
Nagrania – dysk VI, utwór 2; dysk I, utwory 1, 2; dysk VI, utwór 3
- Miles Davis – trąbka
- Dave Liebman – saksofon sopranowy
- Chick Corea – syntezator
- Herbie Hancock – elektryczne pianino
- Harold Ivory Williams – organy
- John McLaughlin – gitara
- Colin Walcott – elektryczny sitar
- Michael Henderson – gitara basowa
- Jack DeJohnette – perkusja
- Don Alias – kongi
- Badal Roy – tabla
- Billy Hart – instrumenty perkusyjne, krowi dzwonek, drewniany blok

Sesja 3 – Columbia Studio B, Nowy Jork, 6 czerwca 1972 r.
Nagrania – dysk VI, utwór 4; dysk I, utwór 3; dysk VI, utwór 5; dysk I, utwór 4
- Miles Davis – trąbka
- Carlos Garnett – saksofon tenorowy, saksofon sopranowy
- Bennie Maupin – klarnet basowy
- Herbie Hancock – elektryczne pianino, syntezator
- Harold Ivory Williams – organy, syntezator
- Dave Creamer – gitara
- Colin Walcott – elektryczny sitar
- Michael Henderson – gitara basowa
- Jack DeJohnette – perkusja
- Billy Hart – perkusja
- Don Alias – kongi, instrumenty perkusyjne
- Badal Roy – tabla

Sesja 4 – Columbia Studio B, 12 czerwca 1972 r.
Nagrania – dysk I, utwór 5; dysk II, utwór 1
- Miles Davis – trąbka
- Carlos Garnett – saksofon sopranowy
- Bennie Maupin – klarnet basowy, flet
- Herbie Hancock – elektryczne pianino, organy
- Lonnie Liston Smith – elektryczne pianino

lub
- Harold Ivory Williams – elektryczne pianino
- Colin Walcott – elektryczny sitar
- Michael Henderson – gitara basowa
- Jack DeJohnette – perkusja
- Billy Hart – perkusja
- Don Alias – kalimba, afrykańskie instrumenty perkusyjne
- Badal Roy – tabla
- Paul Buckmaster – elektryczna wiolonczela (II 1)

Sesja 5 – Columbia Studio B, Nowy Jork, 23 sierpnia 1972 r.
Nagrania – dysk II, utwór 2
- Miles Davis – trąbka
- Cedric Lawson – organy
- Reggie Lucas – gitara
- Khalil Balakrishna – elektryczny sitar
- Michael Henderson – gitara basowa
- Al Foster – perkusja
- Badal Roy – tabla
- Mtume – kongi

Sesja 6 – Columbia Studio E, Nowy Jork, 6 września 1972 r.
Nagrania – dysk II, utwór 3
- Miles Davis – trąbka
- Carlos Garnett – saksofon sopranowy
- Cedric Lawson – organy
- Reggie Lucas – gitara
- Khalil Balakrishna – elektryczny sitar
- Michael Henderson – gitara basowa
- Al Foster – perkusja
- Badal Roy – tabla
- Mtume – kongi

Sesja 7 – Columbia Studio B, Nowy Jork, 29 listopada 1972 r.
Nagrania – dysk II, utwory 4, 5
- Miles Davis – trąbka
- Carlos Garnett – saksofon sopranowy
- Cedric Lawson – organy
- Reggie Lucas – gitara
- Khalil Balakrishna – elektryczny sitar
- Michael Henderson – gitara basowa
- Al Foster – perkusja
- Badal Roy – tabla
- Mtume – kongi

Sesja 8 – Columbia Studio E, Nowy Jork, 8 grudnia 1972 r.
Nagrania – dysk III, utwór 1
- Miles Davis – trąbka
- Carlos Garnett – saksofon sopranowy
- Cedric Lawson – organy
- Reggie Lucas – gitara
- Khalil Balakrishna – elektryczny sitar
- Michael Henderson – gitara basowa
- Al Foster – perkusja
- Badal Roy – tabla
- Mtume – kongi

Sesja 9 – Columbia Studio B, Nowy Jork, 4 stycznia 1973 r.
Nagrania – dysk III, utwór 2
- Miles Davis – trąbka
- Dave Liebman – saksofon sopranowy
- Cedric Lawson – organy
- Reggie Lucas – gitara
- Khalil Balakrishna – elektryczny sitar
- Michael Henderson – gitara basowa
- Al Foster – perkusja
- Badal Roy – tabla
- Mtume – kongi

Basowa partia Hednersona i druga część partii Davisa i Liebmana zostały poddane overdubbingowi następnego dnia
Sesja 10 – Columbia Studio B, Nowy Jork, 26 lipca 1973 r.
Nagrania – dysk VI, utwory 6, 7; dysk III, utwory 3, 4, 5
- Miles Davis – trąbka, organy
- Dave Liebman – saksofon sopranowy, flet
- Reggie Lucas – gitara
- Pete Cosey – gitara
- Michael Henderson – gitara basowa
- Al Foster – perkusja
- Mtume – kongi

Sesja 11 – Columbia Studio B, Nowy Jork, 17 września 1973 r.
Nagrania – dysk IV, utwór 1
- Miles Davis – trąbka, elektryczne pianino, organy
- Dave Liebman – saksofon tenorowy, flet
- John Subblefield – saksofon sopranowy
- Reggie Lucas – gitara
- Pete Cosey – gitara
- Michael Henderson – gitara basowa
- Al Foster – perkusja
- Mtume – kongi, instrumenty perkusyjne

Sesja 12 – Columbia Studio B, Nowy Jork, 18 września 1974
Nagrania – dysk III, utwór 6
- Miles Davis – organy
- Dave Liebman – saksofon tenorowy
- Reggie Lucas – gitara
- Pete Cosey – gitara
- Michael Henderson – gitara basowa
- Al Foster – perkusja
- Mtume – kongi

Sesja 13 – Columbia Studio B, Nowy Jork, 19 czerwca 1974 r.
Nagrania – dysk IV, utwór 2
- Miles Davis – trąbka, organy
- Sonny Fortune – saksofon tenorowy, flet
- Reggie Lucas – gitara
- Pete Cosey – gitara
- Dominique Gaumont – gitara
- Michael Henderson – gitara basowa
- Al Foster – perkusja
- Mtume – kongi

Sesja 14 – Columbia Studio B, Nowy Jork, 7 października 1974 r.
Nagrania – dysk V, utwory 2, 3, 1
- Miles Davis – trąbka, organy
- Sonny Fortune – saksofon sopranowy, flet
- Reggie Lucas – gitara
- Dominique Gaumont – gitara
- Michael Henderson – gitara basowa
- Al Foster – perkusja
- Mtume – kongi, afrykańskie instrumenty perkusyjne itp.

Sesja 15 – Columbia Studio B, Nowy Jork, 6 listopada 1975 r.
Nagrania – dysk V, utwory 4, 5
- Miles Davis – trąbka, organy
- Sonny Fortune – saksofon sopranowy, flet
- Reggie Lucas – gitara
- Dominique Gaumont – gitara
- Michael Henderson – gitara basowa
- Pete Cosey – perkusja
- Mtume – kongi

Sesja 16 – Columbia Studio B, Nowy Jork, 5 maja 1975 r.
Nagrania – dysk V, utwór 6
- Miles Davis – trąbka
- Sam Morrison – saksofon sopranowy
- Reggie Lucas – gitara
- Pete Cosey – gitara
- Michael Henderson – gitara basowa
- Al Foster – perkusja
- Mtume – kongi

## Spis utworów
Dysk pierwszy
| 1. | On the Corner (oryg. niezmontowany "master")             | 19:25   |
|    |                                                          |         |
| 2. | On the Corner (wersja 4)                                 | 5:15    |
|    |                                                          |         |
| 3. | One and One (oryg. niezmontowany "master")               | 17:55   |
|    |                                                          |         |
| 4. | Helen Butte/Mr. Freedom X (oryg. niezmontowany "master") | 23:19   |
|    |                                                          |         |
| 5. | Jabali                                                   | 11:04   |
|    |                                                          |         |
|    |                                                          | 1:16:58 |
|    |                                                          |         |
Dysk drugi
| 1. | Ife          | 21:33   |
|    |              |         |
| 2. | Chieftain    | 14:37   |
|    |              |         |
| 3. | Rated X      | 6:50    |
|    |              |         |
| 4. | Turnaround   | 17:16   |
|    |              |         |
| 5. | U-Turnaround | 8:27    |
|    |              |         |
|    |              | 1:08:43 |
|    |              |         |
Dysk trzeci
| 1. | Billy Preston                 | 12:33   |
|    |                               |         |
| 2. | The Hen                       | 12:55   |
|    |                               |         |
| 3. | Big Fun/Holly-Wuud (wersja 2) | 6:32    |
|    |                               |         |
| 4. | Big Fun/Holly-Wuud (wersja 3) | 7:07    |
|    |                               |         |
| 5. | Peace                         | 7:01    |
|    |                               |         |
| 6. | Mr. Foster                    | 15:14   |
|    |                               |         |
|    |                               | 1:01:22 |
|    |                               |         |
Dysk czwarty
| 1. | Calypso Frelimo    | 32:04   |
|    |                    |         |
| 2. | He Loved Him Madly | 32:13   |
|    |                    |         |
|    |                    | 1:04:17 |
|    |                    |         |
Dysk piąty
| 1. | Maiysha           | 14:51   |
|    |                   |         |
| 2. | Mtume             | 15:08   |
|    |                   |         |
| 3. | Mtume (wersja 11) | 6:51    |
|    |                   |         |
| 4. | Hip-Skip          | 18:59   |
|    |                   |         |
| 5. | What They Do      | 11:44   |
|    |                   |         |
| 6. | Minnie            | 3:53    |
|    |                   |         |
|    |                   | 1:11:26 |
|    |                   |         |
Dysk szósty
| 1. | Red China Blues                                                                    | 4:06    |
|    |                                                                                    |         |
| 2. | On the Corner/New York Girl/Thinkin' of One Thing and Doin' Another/Vote for Miles | 19:54   |
|    |                                                                                    |         |
| 3. | Black Satin                                                                        | 5:15    |
|    |                                                                                    |         |
| 4. | One and One                                                                        | 6:09    |
|    |                                                                                    |         |
| 5. | Helen Butte/Mr. Freedom X                                                          | 23:14   |
|    |                                                                                    |         |
| 6. | Big Fun                                                                            | 2:32    |
|    |                                                                                    |         |
| 7. | Holly-Wuud                                                                         | 2:54    |
|    |                                                                                    |         |
|    |                                                                                    | 1:04:04 |
|    |                                                                                    |         |

## Dyskografia
1. Red China Blues (VI 1) – po przemontowaniu i skróceniu do 2:37 został wydany na singlu 3-10110 jako str. A 1 kwietnia 1975 r. W pełnej wersji został wydany na albumie Get Up with It 22 listopada 1974 r.
2. On the Corner/New York Girl/Thinkin' One Thing and Doin' Another/Vote for Miles (VI 2) – został wydany na albumie On the Corner 11 października 1972 r.
3. Vote for Miles (VI 2) – po przemontowaniu i podzieleniu na 2 części został wydany jako singiel 4-45822 16 marca 1973 r.
4. Black Satin (VI 3) – został wydany na albumie On the Corner 11 października 1972 r.
5. Black Satin (VI 3) – po podzieleniu na 2 części został wydany pt. "The Molester" jako singiel 4-45709 29 września 1972 r.
6. One and One (VI 4) – został wydany na albumie On the Corner 11 października 1972 r.
7. Helen Butte/Mr. Freedom X (VI 5) – został wydany na albumie On the Corner 11 października 1972 r.
8. Ife (II 1) – został wydany na albumie Big Fun 19 kwietnia 1974 r.
9. Rated X (II 3) – został wydany na albumie Get Up with It 22 listopada 1974 r.
10. Billy Preston (III 1) – został wydany na albumie Get Up with It 22 listopada 1974 r.
11. Big Fun (VI 6) – po skróceniu z wersji 4 (III 4), został wydany jako singiel 4-45946 (str. A) 2 listopada 1973 r.
12. Holly-Wuud (VI 7) – po skróceniu z wersji 4 (III 4), został wydany jako singiel 4-45946 (str. B) 2 listopada 1973 r.
13. Calypso Frelimo (IV 1) – został wydany na albumie Get Up with It 22 listopada 1974 r.
14. He Loved Him Madly (IV 2) – został wydany na albumie Get Up with It 22 listopada 1974 r.
15. Mtume (V 2) – został wydany na albumie Get Up with It 22 listopada 1974 r.
16. Maiysha (V 1) – został wydany na albumie Get Up with It 22 listopada 1974 r.
17. Maiysha (V 1) – po skróceniu do 3:05 został wydany na singlu 3-10110 jako str. B 1 kwietnia 1975 r.

## Opis płyty
Oryginalny album
- Producenci – Teo Macero i Billy Jackson (tylko sesja 1)
- Producent – Teo Macero (wszystkie inne sesje)
- Inżynierowie nagrywający –

Don Puluse (sesja 5)
Russ Payne (sesje 9 i 11)
Doug Pomeroy (sesja 10)
Stan Tarkel (wszystkie inne)
Oryginalne ilustracje – Corky McCoy
Wznowienie
- Producenci – Bob Belden, Michael Cuscuna
- Producent wykonawczy – Vince Wilburn Jr.
- Miles Davis Series – Steve Berkowitz
- Kierowanie projektem – Neil Mulderry
- Transfer z 16-ścieżkowej taśmy do Protools – Joe Lizzi, Richard King, Kenneth Lloyd, Mark Rinaldi
- Montaż i mastering – Mark Wilder
- Studio – Sony Studios, Nowy Jork
- Koordynator A & R – Stacey Boyle
- Kierownictwo arystyczne – Alice Butts i Howard Fritzson
- Projekt – Alice Butts
- Czas – 6:47:13
- Firma nagraniowa – Columbia|Legacy
- Numer katalogowy – 88697062392